# La Rochelle Business School
La Rochelle Business School, före detta ESC La Rochelle, är en fransk handelshögskola (Grande École). La Rochelle Business School är belägen i La Rochelle.
La Rochelle Business School som förkortas som La Rochelle BS, grundades år 1988 som Ecole Supérieure de Commerce de La Rochelle. Skolan rankas årligen i toppen vad gäller handelshögskolor. La Rochelle BS bedriver utbildningar från kandidatnivå till doktorsnivå, med ett huvudfokus på masterutbildningar inom management och finans.
År 2019 låg La Rochelle Business School på 76 plats bland Financial Times rankinglista på europeiska handelshögskolor.
La Rochelle BS är ackrediterat av handelskammaren i Paris och är en av de 76 handelshögskolorna i världen som har fått trippelackrediteringen av AACSB, EQUIS och AMBA.

## Berömd lärare
- Alexandre del Valle, fransk statsvetare.